# Glanz an der Weinstraße
Glanz an der Weinstraße (tiếng Slovenia: Klanc) là một đô thị thuộc huyện Leibnitz trong bang Steiermark, nước Áo. Đô thị Glanz an der Weinstraße có diện tích 33,98 km², dân số cuối năm 2005 là 440 người.